# Roberts Blumbergs
Roberts Blumbergs (nacido en Ventspils, el 29 de abril de 1998) es un jugador de baloncesto letón con pasaporte nigeriano. Mide 2,03 metros, y juega en la posición de ala-pívot en el Galatasaray Ekmas de la BSL, la primera categoría del baloncesto turco.

## Trayectoria deportiva
Blumbergs es natural de Ventspils y con 16 años firmaría con el Artland Dragons de la Pro B, la tercera categoría del baloncesto alemán, donde jugaría 14 partidos durante la temporada 2015-16.
Más tarde, ingresaría en la Universidad de Gran Cañón, Arizona, donde jugó la NCAA con los Grand Canyon Antelopes durante dos temporadas, de 2017 a 2019. 
Tras no ser drafteado en 2019, en la temporada 2019-20 tiene su primera experiencia como profesional fichando por el BK Valmiera de la Latvijas Basketbola līga. 
En la temporada 2020-21 el ala-pívot juega en el BK Liepājas lauvas de la Latvijas Basketbola līga, donde promedia 9.7 puntos, 5.5 rebotes y 0.6 asistencias para valorar de media 11 puntos por encuentro.
El 5 de agosto de 2021, firma por el Palencia Baloncesto de la Liga LEB Oro.
El 4 de julio de 2022, firma por el BC CSU Sibiu de la Liga Națională, la máxima competición de Rumanía, que dirige el técnico español Miguel Ángel Hoyo.
El 7 de julio de 2023, firma por el Aris BC de la A1 Ethniki, la primera categoría del baloncesto griego.

## Internacional
Blumbergs llegaría a jugar con la Selección de baloncesto de Letonia en categoría sub-16, sub-18 y sub-20.